# Gyorok

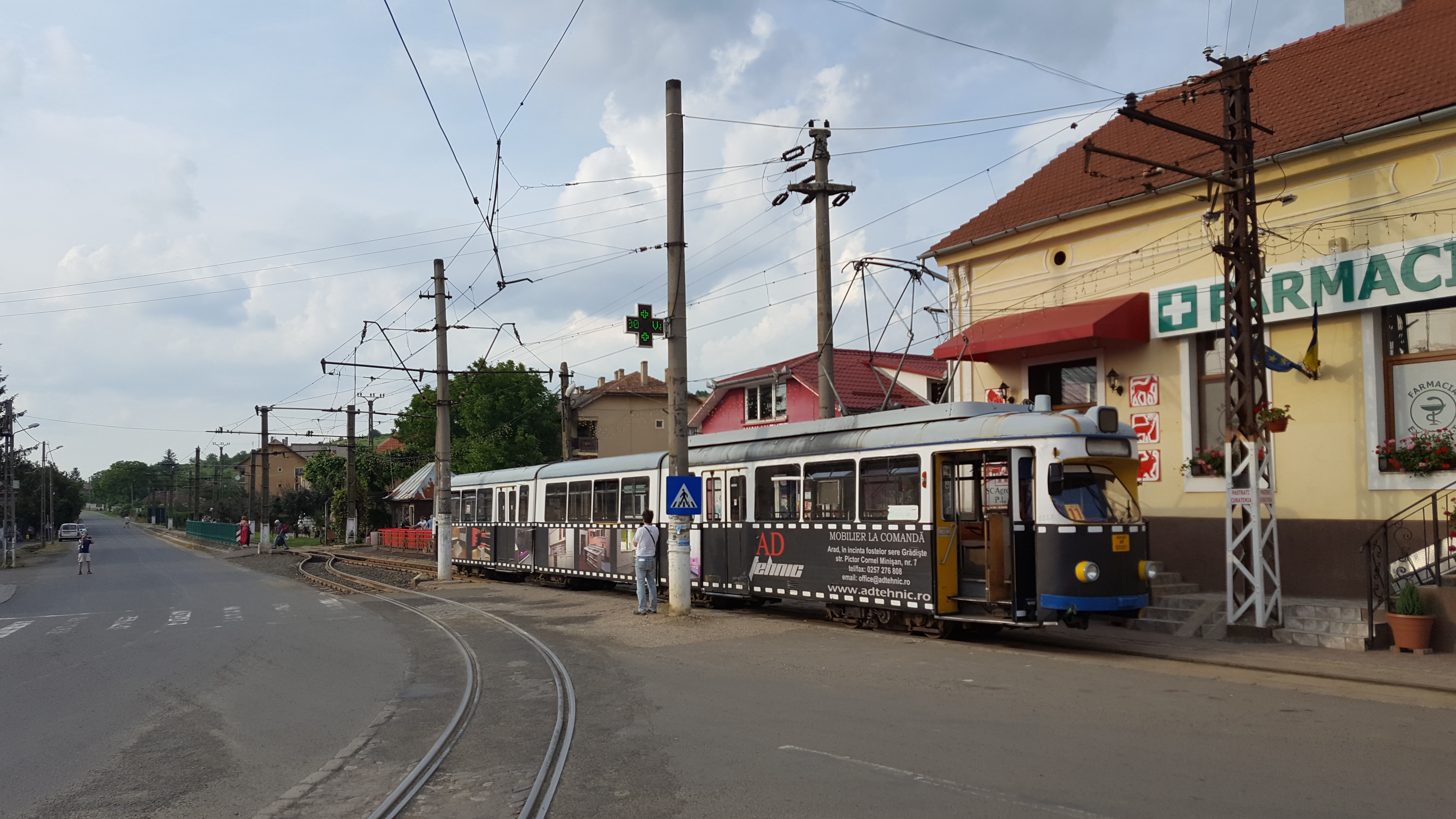
A villamos

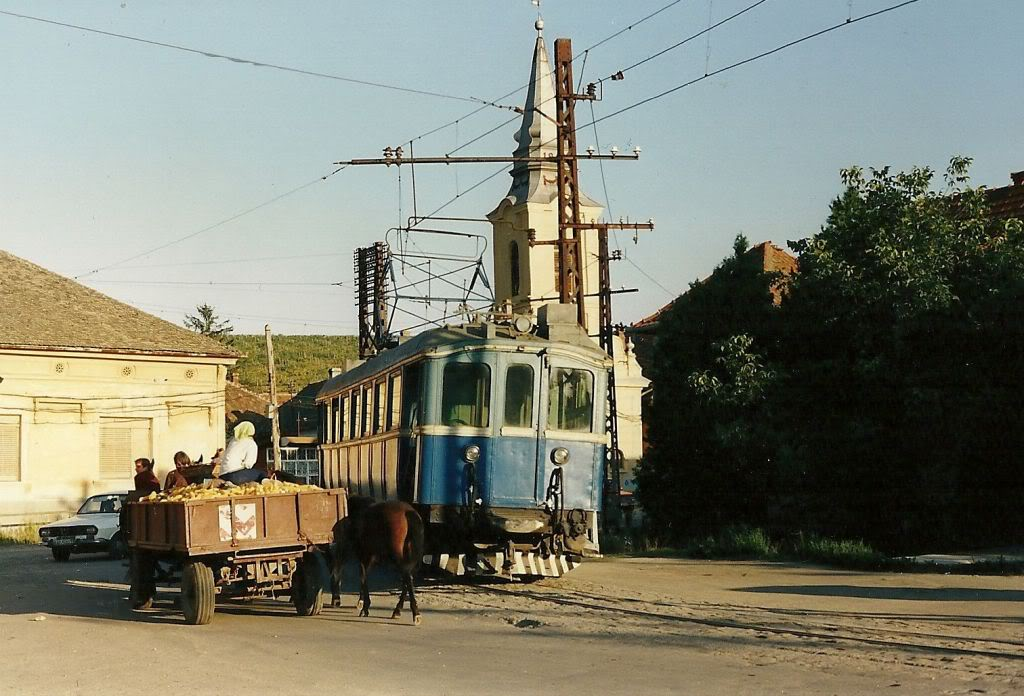
A „Zöld nyíl” villamos 1995-ben

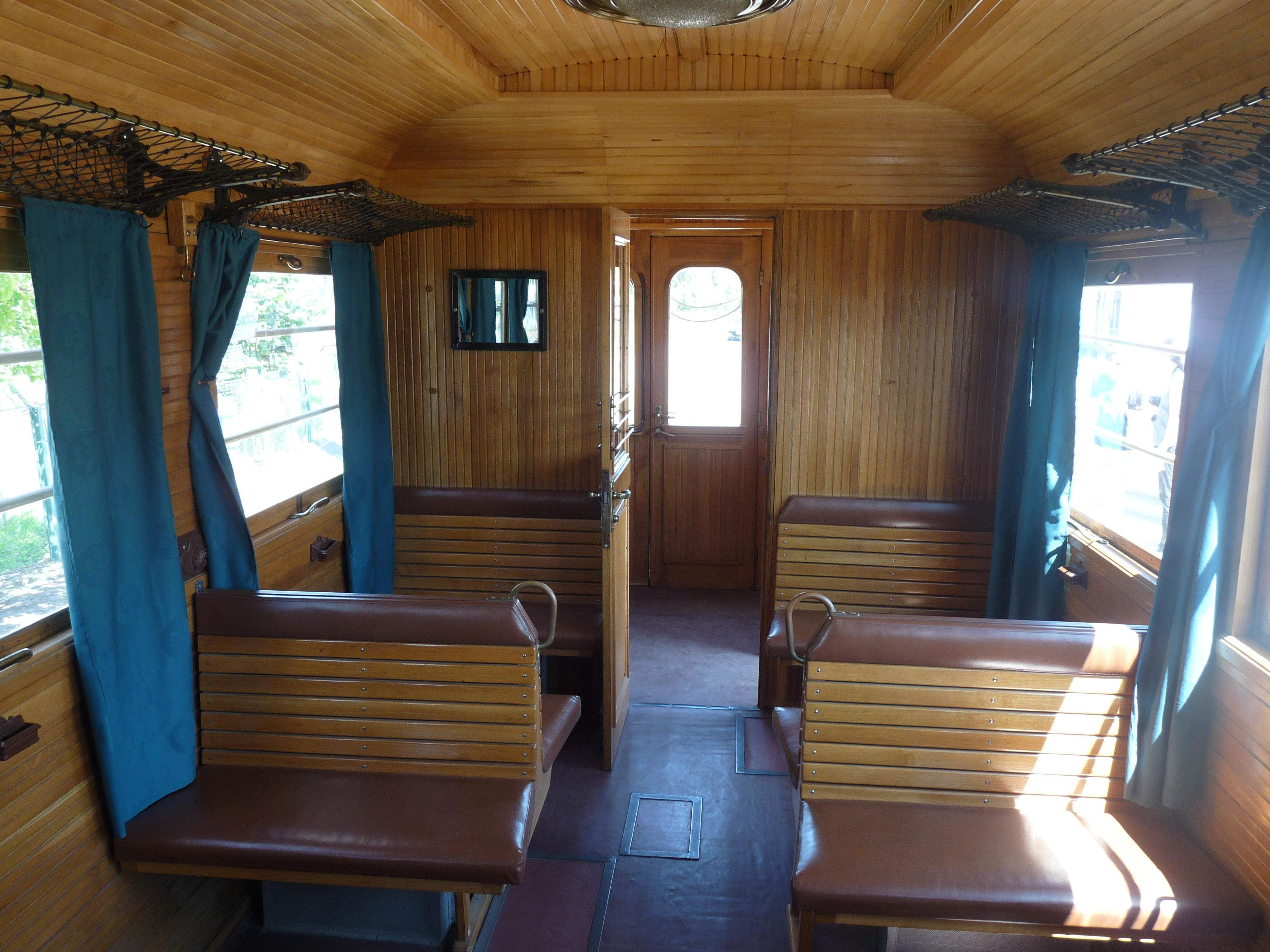
Régi kocsibelső

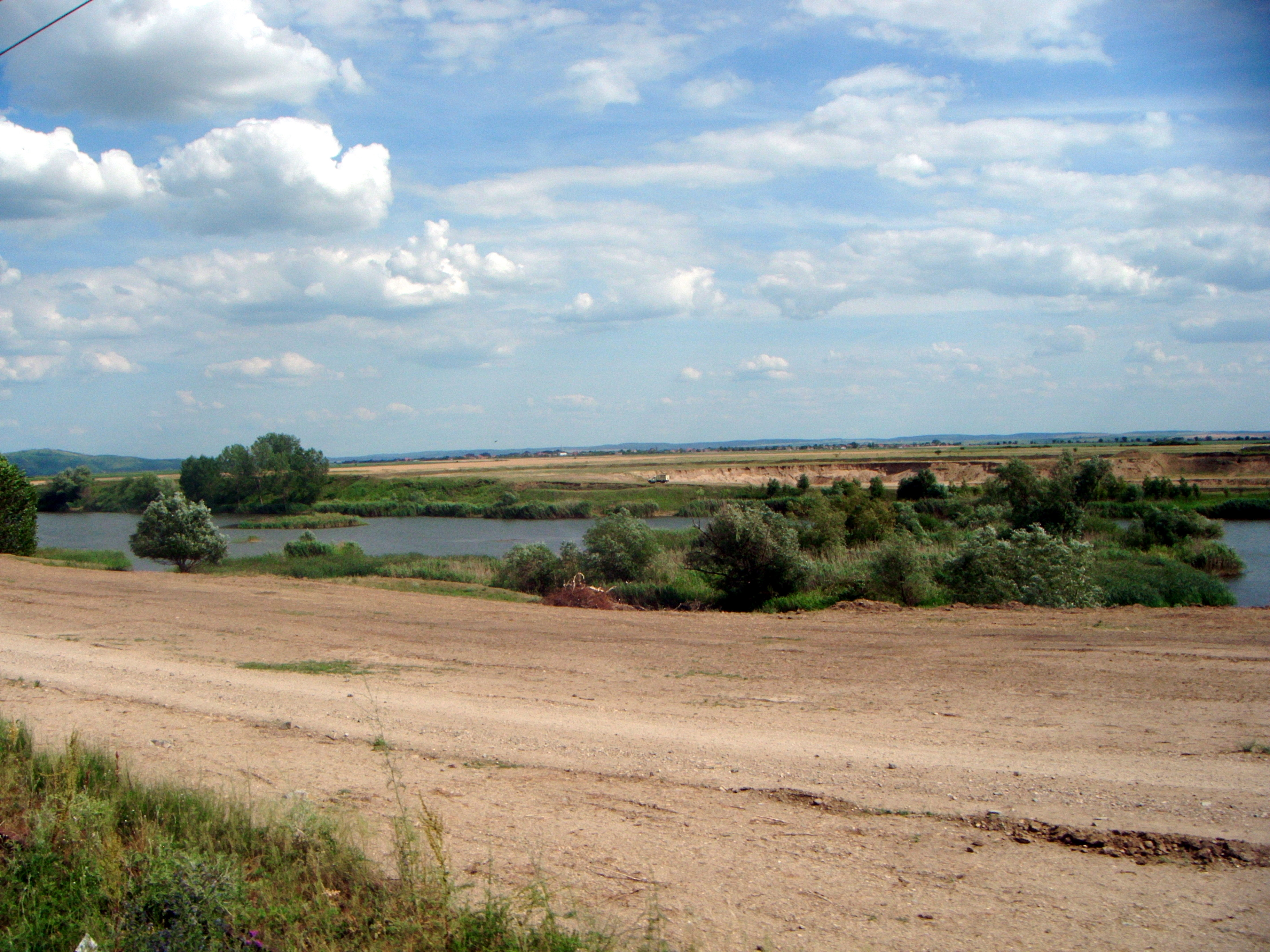

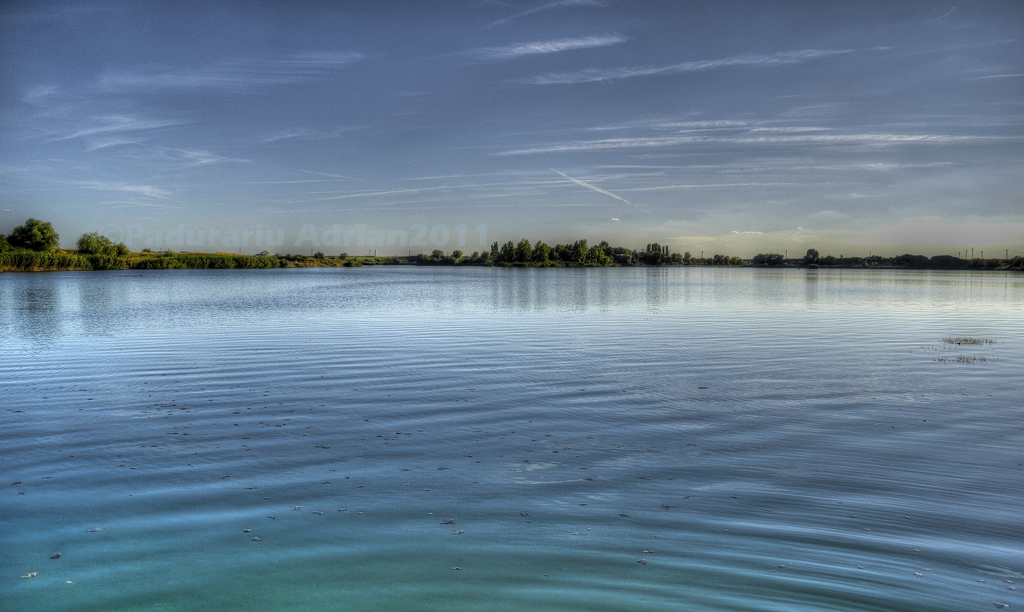

Gyorok (románul: Ghioroc) falu Romániában, Arad megyében.

## Fekvése
Aradtól 22 km-re kelet–délkeletre található. Aradkövivel és Ménessel összeépült.

## Nevének eredete
Neve először Gyurk (1306), majd Gyrak (1323) és Gyarak (1561) formában fordul elő. Végső fokon valószínűleg  a György személynévből ered. Ez esetben rokon Balatongyörök és Erdőgyarak nevével. Idős emberek még ma is Gyarak néven említik a települést.

## Története
A középkori falu a hagyomány szerint magasabban, a mai szőlőhegyen terült el.
A Makra hegy lábánál álló régi falut, melyet 1135-ben birtokolt az orodi káptalan, ma is megtekinthetjük a helybeli római katolikus templom föoltárképén.
A török hódítás alatt elnéptelenedett faluba 1736-ban új birtokosa, Edelspacher Zsigmond telepített be Békés és Csanád vármegyei magyarokat és németeket, ménesi és kuvini szerbeket és románokat. Ugyanezen évben az Edelspacher család gyoroki előnévvel szerzett magyar nemességet.
1743-ban 25 jobbágycsalád lakta, többségükben magyar nevűek. Ekkoriban már a Grassalkovich család birtokában állt, akik felújították a szőlőművelést és szőlőhegyén ménesi vörösaszút termeltek. 1746-ban vásártartási jogot kapott. 1756-ban alakult meg római katolikus plébániája. 1771-ben már 159 holdon termesztettek szőlőt.
1839-ben Fényes Elek szerint mezőváros volt. Kézművesközponttá fejlődött: 1828-ban a 268 zsellér családfőn kívül 27 önálló iparosmester élt benne, 1819-ben pedig megalakult a vegyes katolikus iparoscéh. 1828-ban már 1496-an lakták. 1837-től gyógyszertár is működött itt.
Borai az 1862-es londoni világkiállításon aranyérmet nyertek. Birtokait korán tagosították, a legelőket is felosztották. 1878-ban magyar olvasóegylete alakult.
Német lakói a 19. század folyamán már összeházasodtak a magyarokkal, akiktől vallási különbség sem választotta el őket. A 20. századra asszimilálódtak a magyarsághoz, bár az 1940-es években a községben Die Glocke címmel német nyelvű folyóirat is megjelent.
1883–1884-ben az állam 126 bukovinai, főként istensegítsi székely csángó családot telepített le a falu mellett, a három szomszéd falu határából kikerekített Csángótelepre. Azon családokat telepítették az itteni kincstári birtokra, akiknek Székelykevén nem jutott föld a Bukovinából érkezők közül. Az első telepítést 1892-ben egy második is követte. A székelyeket szegénységük, kulturális és nyelvi archaizmusaik miatt az őshonos magyarok sokáig lenézték és még évtizedekig inkább más bukovinai eredetű falvakkal, illetve közvetlenül Istensegítssel házasodtak össze, mint a helyi magyarsággal. Különálló csángó öntudatuk máig megmaradt, bár kultúrájukat legnagyobbrészt elhagyták.
A falu a 19. század végén és a 20. század elején módos település és az aradiak kedvelt nyaralóhelye volt. Két hetipiacot és évi egy országos vásárt tartott. Főként vörösbort termő szőlőfajtákat, kadarkát és sillert termesztettek. 1885-ben, a filoxérajárvány idején itt hozták létre az amerikai származású fajták szőlővessző-szaporító telepét. A falu életében fontos szerepet játszott a Nádasdy-uradalom és itt volt az Arad-hegyaljai Gazdakör székhelye.
Az 1950-es években sok, kulákká nyilvánított székely család számára itt jelöltek ki kényszerlakhelyet. Az 1960-as években több, főként udvarhelyszéki székely és két moldvai csángó család is beköltözött. Az 1970-es évektől mócok (clujeni) települtek le a faluban. Őket az őshonos románok, mint korábban a magyarok a bukovinaiakat, nem fogadták el egyenrangúként. Ezért közösségüket erős kohézió jellemzi, megtakarításaikat pedig telkek vásárlására fordítják, amelyekre rokonaikat költöztetik be.

## Lakossága
1842-ban 745 ortodox, 428 római katolikus és 249 református vallású lakosa volt.

1900-ban 2036 lakosából 1531 volt magyar, 451 román és 53 német anyanyelvű; 1204 római katolikus, 486 ortodox, 286 református, 54 zsidó és 20 evangélikus vallású.

2002-ben 1801 lakosából 1132 volt román és 633 magyar nemzetiségű; 967 ortodox, 623 római katolikus, 63 adventista, 55 baptista, 54 református és 24 evangélikus vallású.

## Látnivalók
- Templomai közül a római katolikus 1781-ben, az ortodox 1793-ban, a református pedig 1832-ben épült.
- Az egykori kocsiszín és áramátalakító épületében villamosmúzeumot alakítottak ki. Az Arad-Hegyaljai Motorosított Vasút a községet Araddal összekötő vonalát 1906-ban adták át és 1912-ben villamosították. 1992-ig üzemelt. Ma (2015) ismét villamoskocsik járnak Arad és Gyorok között, az aradi villamoshálózat részeként.
- A falutól nyugatra fekvő tavat turisztikai célokra alakították ki. Üdülőtelepén főleg aradiak építenek házakat.

## Gazdasága
- A ma is meghatározó bortermelés mellett az 1986-ban homokbányát nyitottak, az 1990-es években pedig egy burkolókőüzem létesült. A homokbánya elhagyott gödreiben egy 45 és egy 18 hektáros tó alakult ki.

## Híres emberek
- Itt született 1877-ben Sz. Szigethy Vilmos szegedi főlevéltáros, újságíró, Juhász Gyula fölfedezője, József Attila pártfogója.
- Itt hunyt el 1863. január 27-én Kornis Károly ügyvéd, újságíró, az 1848-49-es szabadságharc törzskari tisztje.